# Хина мацури
Хина мацури (јап. 雛祭り Hina-matsuri), или Дан девојчица, такође познат као Дан лутака, је Јапански празник и слави се сваке године трећег марта. Лутке се постављају на полице прекривене црвеном тканином, и оне симболизују цара и царицу, посетнике фестивала и музичаре у традиционалним хаљинама из Хејан периода.

## Обичаји
Дан девојчица је један од пет сезонских празника (五節句 go-sekku), који се одржавају на „успешним“ датумима кинеског календара: први дан првог месеца, други дан другог месеца и тако даље. Након усвајања грегоријанског календара, ови датуми су фиксирани на први јануар, трећи март, пети мај, седми јул и девети септембар. Фестивал се традиционално назива и фестивал брескви, јер у ово доба године дрва брескве почињу да цветају. Иако се ово име више не користи, брескве су идаље симбол овог фестивала.
Срж овог фестивала је излагање мушких и женских лутака у седећем положају (obina (男雛) и mebina (女雛), у преводу мушка и женска лутка, које представљају венчање из Xejan периода, али се обично описују као цар и царица Јапана), углавном на црвеној тканини. Ове лутке могу бити просте (могу бити обичне слике или направљене од папира), а могу бити и врло детаљно изрезане од дрвета. Сложеније изложбе могу садржати и вишеспратну полицу (雛壇 hinadan) на којој би лутке стојале. Цео комплет лутака се назива hinazakari (雛盛り), а количина лутака коју ће породица имати зависи од њиховог буџета.
Породице се углавном потруде да девојчице имају главни комплет од две лутке њихове прве прославе овог празника. Лутке су углавном врло скупе (150,000 до 250,000 динара за комплет од пет лутака, у зависности од квалитета) и могу се преносити из генерације на генерацију као вид породичног наслеђа. Лутке проводе највећи део године у кутији, а девојчице са њиховим мамама почињу спремање за изложбу пар дана пре почетка празника. Традиционално, лутке би требало склонити дан након завршетка празника, јер се верује да би држање лутака дуже значило да ће се девојчица касно удати, међутим, неке породице их остављају изложене читавог месеца. Са практичне стране, ова пракса је започета да би се избегла кишна сезона и влага која обично долази у ово доба године. У ранијим временима лутке су се користиле као играчке, али данас служе само за изложбу. Лутке се не излажу након што девојчица напуни десет година.
За време дана који прате hinamatsuri, девојчице често праве журке са својим пријатељима. Од хране се често налази на: hina-arare (雛あられ) (кексићи од пиринча), chirashizuchi (ちらし寿司) (сирова риба и поврће на пиринчу, у чинији), hishi mochi (菱餅) (колачи од обојеног пиринча), ichigo daifuku (いちご大福) (јагоде увијене у пасту од азукија) и ushiojiru (うしお汁) (шкољчана супа, јер шкољке симболизују спојени пар). Традиционално пиће је shirozake (白酒) (бели саке) amazake (甘酒) (слатки саке), тип неалкохолног сакеа.
Nagashi-bina (流し雛 у буквалном преводу „плутање лутака“), је цемеронија која се одржава, где учесници пуштају папирне или сламне лутке у чамцу низ реку, за које се верује да тако односе грехове и нечистоће особе која их је пустила.

## Распоред лутака
Распоред лутака слева надесно варира од породице до породице а такође зависи и од породичне традиције. Међутим, распоред по нивоима је увек исти. Следећи распоред важи за цео сет лутака и биће описан са врха идући ка дну.

### Прва платформа
На највишој платформи се налазе две лутке, познатије под називом 内裏雛 (だいりびな dairi-bina), или империјалне лутке. Мушка лутка држи ритуалне палице (笏 shaku) док женска држи лепезу (殿 tono). Иако их људи често називају империјалним луткама, оне симболизују само позицију цара и царице, а не и саме особе на тој позицији. Као додатак се могу ставити два стуба за лампе (雪洞 - bonbori) и папирне или свилене лампе (火袋- hikikuro), које су углавном украшене шарама трешњиног или шљивиног цвета.
Комплети укључују додатке који би се ставили између ове две лутке, познатих као sanbō kazari (三方飾), и они се састоје од две вазе које садрже вештачке гране шљивиног дрвета.
Кансаи стил поређивања лутки углавном ставља мушку лутку са десне стране, док се у Канто стилу мушка лутка налази са леве стране.

### Друга платформа
На другој платформи се налазе три дворске даме (三人官女 – san-nin kanjo)  које служе саке мушким и женским луткама. Две стоје са прибором за сервирање, једна са кратком дршком и једна са другачком дршком, док трећа, која држи мали сто, може стајати или клечати. Додаци који се постављају између ових лутака називају се takatsuki (高坏), и то су постоља са кружним врхом на којима се налазе сезонски слаткиши.

### Трећа платформа
На трећој платформи се налазе пет музичара (五人囃子 – gonin bahashi). Сваки од њих рукује посебним инструментом осим певача који држи лепезу.
1. Мали бубањ (太鼓 Taiko), у седећем положају,
2. Велики бубањ (大鼓 Ōtsuzumi), у стајаћем положају,
3. Ручни бубањ (小鼓 Kotsuzumi), у стајаћем положају,
4. Флаута (笛 Fue), у седећем положају,
5. Певач (謡い方 - Utaikata), држи лепезу (扇子 sensu), у стајаћем положају.

Постоје старији комплети са седам или чак десет музичара, а зна се за бар један у коме су музичари жене.

### Четврта платформа
Овде се налазе два министра (大臣- daijin). Ово могу бити цареви чувари или администратори у Кјоту: Десни министар  и Леви министар . Оба су опремљена луком и стрелом. Када представљају министре, Десни министар је приказан као млада особа, док је Леви министар старији зато што је та позиција резервисана за искуснијег од два министра. Десни министар ће се налазити са десне стране (из перспективе посматрача) а Леви министар ће се налазити са леве стране (из перспективе посматрача).
Између министара се налазе столови са чинијама, као и постоља у облику дијаманта на којима се налази nishi boshi, такође у облику дијаманта.

### Пета платформа
На петој платформи се између биљака налазе три слуге (仕丁 shichō) цара и царице:
1. Плачући певач nakijōgo (泣き上戸),
2. Љути певач okorijōgo (怒り上戸),
3. Насмејани певач waraijōgo (笑い上戸).

### Шеста платформа
На овој платформи се налазе предмети који се користе унутар царске палате:
- tansu (箪笥), орман са пет фиока,
- nagamochi (長持), дугачак орман за чување кимона,
- hasamibako (挟箱), мањи орман за одећу, ставља се преко nagamochi,
- kyōdai (鏡台), мањи орман са фиокама са огледалом на врху,
- haribako (針箱), комплет за шивење,
- two hibachi (火鉢), котао,
- daisu (台子), комплет прибора за чајну церемонију.

### Седма платформа
Овде се налазе предмети који се користе ван палате:
- jubako (重箱), комплет кутија за храну са канапом или дршком која их држи заједно,

- gokago (御駕籠), паланкин,
- goshoguruma (御所車), кочије које су вукли волови.

## Порекло
Најранији докази излагања лутака као део фестивала девојчица потиче из 1625. године, за ћерку цара Go-Mizunoo, Oki-ko.  Дворске даме су извршиле припреме да њено играње са луткама (雛遊び hina asobi). Након што је Oki-ko наследила свог оца као царица Meishō, дан девојчица је званично постао назив овог фестивала 1687. године. Луткари су тада почели са производњом компликованих лутки за овај фестивал, и током времена оне су еволуирале да би добиле садашњи облик и укључивале петнаест лутака и њихових додатака у комплету. Како су лутке постајале све скупље и скупље, нивои су се додавали на полице да би се скупље лутке помериле ван домашаја деце.
Након Меиђи рестаурације, дан девојчица је изгубио популарност у замену за друге празнике који су се фокусирали на цара и његову повезаност са нацијом, али је после неког времена поново заживео. Сада се фокусира на брак и породицу, и представља јапанске вредности, а како би лутке требало да представљају цара и царицу, овај празник такође гаји поштовање према престолу.